# Valant proti Sloveniji
Valant proti Sloveniji (št. 23912/12) je primer, v katerem je Evropsko sodišče za človekove pravice opozorilo, da mora biti vsako vmešavanje javnih organov v mirno uživanje premoženja zakonito. 

## Ozadje primera
Pritožniku, nekdanjemu vozniku relija in lastniku avtomobilske delavnice, je bil konec leta 2002 zasežen dirkalnik, saj je Okrožno sodišče v Novem mestu izdalo nalog za preiskavo pritožnikovih prostorov na podlagi suma, da je zamenjal številki dveh vozil, da bi lahko avto, kupljen v Avstriji, pretihotapil čez državno mejo brez plačila carine. Pritožnik je večkrat zahteval vrnitev vozila zaradi prihajajočega tekmovanja, ker pa ga ni dobil, je najel dirkalnik za vso sezono. V nadaljevanju je Okrožno državno tožilstvo v Novem mestu odstopilo od pregona, preiskava pa se je predala v obravnavo Okrajnemu sodišču Trebnje. Proti pritožniku je bil uveden carinski prekrškovni postopek, carinski urad pa je izdal ugotovitveni zapisnik, da je pritožnik avto res uvozil brez plačila dajatev. Pritožniku je bilo vozilo vrnjeno, ko je poravnal carinske dajatve.
Leta 2005 je sprožil pravdni postopek pred Okrožnim sodiščem Koper proti Sloveniji z zahtevo povračila premoženjske škode, ki jo je utrpel zaradi zasega vozila. Okrožno sodišče Ljubljana je zavrnilo njegovo zahtevo, češ da zaseg ni bil nezakonit. Pritožnik se je pritožil na Višje sodišče v Ljubljani, ki ga je zavrnilo. V tem času je Okrajno sodišče Trebnje razsodilo, da nalog za preiskavo ni bil skladen z 214. členom ZKP, ker ni vseboval dokaza o razlogih za utemeljen sum; torej je šlo za nezakonit nalog. Ko je Okrajno sodišče Trebnje zavrnilo obtožbo, je pritožnik vložil predlog za obnovitev postopka, saj je bil mnenja, da sta nezakonitost naloga in prekinitev kazenskega postopka nova dokaza. Leta 2008 se je postopek po uspešni pritožbi začel. Okrožno sodišče v Ljubljani je zavrnilo njegov zahtevek; ugotovilo je, da je bil zaseg neupravičen, vendar trdilo, da je vzročna povezava med nezakonitim zasegom in škodo prekinjena, saj pritožnik tako ne bi mogel uporabljati avta. Na podano razlago se je pritožil, vendar so ga tako Višje sodišče v Ljubljani, kot Vrhovno in Ustavno sodišče zavrnili.      

## Postopek
Pritožnik se je leta 2012 pritožil na ESČP in zatrjeval, da sta zaseg vozila in zavrnitev zahteve za odškodnino nezakonita in da gre za nesorazmerno vmešavanje v njegovo pravico do mirnega uživanja premoženja (1. člen protokola št. 1 h konvenciji). V postopku je moralo sodišče ugotoviti, ali so v tem primeru državni organi priznali kršitev in poskrbeli za njeno odpravo. Sodišče je ugotovilo, da je bil zaseg avtomobila nezakonit, kar je vsebinsko priznala tudi vlada, ter da pritožnik ni mogel uspeti v odškodninskem postopku, ker so zagovarjali stališče, da ni bilo vzročne povezave med zasegom in nastalo škodo. Sodišče je spoznalo, da odškodninski postopek, ki ga je omenjala vlada, ni zagotavljal ustrezne povrnitve škode pritožniku, zato je bil prvi ugovor vlade zavrnjen. Nadaljnji ugovor vlade je bil, da pritožnik ni izčrpal domačih pravnih sredstev, kar je sodišče zopet zavrnilo in poudarilo, da je namen tega dati državam možnost, da odpravijo kršitve, preden se te predložijo Sodišču. Sodišče je spoznalo, da je pritožba sprejemljiva in poudarilo, da mora biti vsako vmešavanje javnih organov v mirno uživanje premoženja zakonito, v danem primeru pa sta nalog za preiskavo in dovoljenje nezakonita, saj nista temeljila na razumno utemeljenih razlogih za sum. Zaseg vozila je bil opravljen ob kršitvi veljavnega notranjega prava, zato je bil neskladen z zahtevo po zakonitosti, ki je neločljivo povezana s 1. členom protokola št. 1 h konvenciji. Ker je bila ugotovljena kršitev konvencije, je sodišče poskrbelo tudi za naklonitev pravičnega zadoščenja stranki s primerno odškodnino. 

## Odločitev ESČP
Senat, ki ga je sestavljalo sedem sodnikov, je soglasno podal odločitev, da gre v primeru za kršitev 1. člena protokola št. 1 h konvenciji.